# Kirkkosaari (ö i Puolango, Ristijärvi)
Kirkkosaari är en öi Ristijärvisjön i Finland. Den ligger i sjön Ristijärvi och i kommunen Puolango i den ekonomiska regionen  Kehys-Kainuu och landskapet Kajanaland, i den centrala delen av landet, 500 km norr om huvudstaden Helsingfors. Öns area är 0,4 hektar och dess största längd är 120 meter i öst-västlig riktning.